# Leslie Hofton
Leslie Hofton (Sheffield, 3 marzo 1888 – gennaio 1971) è stato un calciatore inglese, di ruolo difensore.

## Carriera
Dopo aver giocato per Kiveton Park, Worksop Town, Denaby United e Glossop, nel luglio del 1910 viene acquistato dal Manchester United in cambio di £ 1.000. Esordisce con la nuova maglia il 18 febbraio 1911 contro il Newcastle, sfida vinta 1-0. Gioca 16 partita di First Division in due anni, prima di trasferirsi nel luglio del 1913.
Dopo la fine della prima guerra mondiale, nel settembre del 1919, Hofton firma nuovamente per lo United, dove gioca solamente una partita di campionato contro l'Arsenal (persa 0-2) e una gara di FA Cup (persa 2-1) contro il Liverpool.
Nel febbraio del 1922 passa al Denaby Main.

## Palmarès

### Club

#### Competizioni nazionali
- Campionato inglese: 1

Manchester United: 1910-1911
- Charity Shield: 1

Manchester United: 1911